# Selam (Australopithecus)

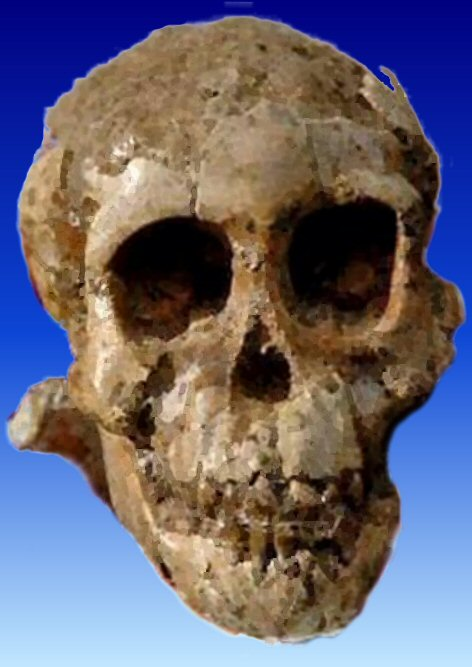
Lebka Selam (DIK-1/1)

Selam (DIK-1/1) je fosilizovaná lebka a další kosterní pozůstatky tříleté samice druhu Australopithecus afarensis, jejíž kostra byla nalezena v roce 2000 v Afarsku ležícím v severovýchodní Etiopii, v místě zvaném Dikika. Poté byla její kostra zrekonstruována. Ačkoliv se jí často přezdívalo "Lucyino dítě", byl tento exemplář datován do období před 3,3 milion let, tedy je přibližně o 100 tisíc let starší než kostra Lucy (ta je datována do období před asi 3,2 miliony let). Kostra Selam je v anglicky mluvících zemích známá také jako "dítě z Dikiky", podle místa, kde byla nalezena. Slovo selam znamená v amharštině mír. Dobře zachovalé juvenilní kostry byly před tímto nálezem známé pouze z nálezu neandrtálců v jeskyni Dederiyeh v Sýrii a lebky tzv. taungského dítěte, které patřilo k druhu Australopithecus africanus.

## Nález kostry
Dne 10. prosince 2000 objevil Zeresenay Alemseged se svým společníkem Tilahunem Gebreselassie z Etiopského památkového úřadu první fragmenty lebky, které byly pozoruhodné jak svým stářím, tak i stavem zachování. Další části lebky byly objeveny v letech 2002 a 2003. To umožnilo rekonstruovat téměř kompletní lebku, na které jsou na vnitřní části patrné i otisky mozku. Byla nalezena také jazylka, obě lopatky, velká část horní části páteře v oblasti hrudníku, všechna žebra, části paže včetně prstu, obě kolenní čéšky, velké kusy holenních kostí a kompletní chodidlo.
Charakteristika kostry naznačuje adaptaci na vzpřímenou chůzi (bipedii) i lezení po stromech, tedy znaky, které dobře korespondují s kosterními znaky na Lucy i na dalších exemplářích tohoto druhu pocházejících z Etiopie a Tanzanie.
Tzv. Lucyino dítě bylo oficiálně pojmenováno Selam (ሰላም, znamenající "mír"). Jméno bylo zveřejněno při oznámení objevu v Národním muzeu v Addis Abebě. V rámci oslav milénia byla v Etiopii ražena pamětní zlatá mince, která byla v roce 2000 předávána vládním úředníkům během jejich oficiálních návštěv v Etiopii.
Dne 20. září 2006 byly v časopise Nature publikovány výsledky vykopávek v Dikice v Etiopii, která leží několik kilometrů jižně od Hadaru, místa, kde byla již dříve objevena jiná kostra druhu Australopithecus afarensis, známá jako Lucy.
Podle původního článku, který popisoval nalezenou kostru Selam, jehož autory jsou Zeresenay Alemseged, Fred Spoor, William H. Kimmbel, René Bobe, Denis Geraads, Denné Reed a Jonathan G. Wynn je pochopení změn v ontogenetickém vývoji ústředním bodem studia evoluce člověka. S výjimkou neandrtálců nebyly růstové vzorce fosilních homininů komplexně prozkoumány, protože ve fosilním záznamu v danou chvíli chyběly vzorky, které by dokumentovaly kraniální i postkraniální vývoj v mladých ontogenetických stádiích. Lebka asi tříleté nedospělé předpokládané samice pojmenované Selam ukazuje, že většina diagnostických znaků tohoto druhu je patrná již v této rané fázi vývoje. Nález však obsahuje i mnoho dříve neznámých kosterních prvků z pliocenního záznamu homininů, včetně jazylky, která má typickou morfologii čeledi Hominidae. Chodidlo a další důkazy na dolní končetině poskytují jasný důkaz bipedální lokomoce, ale gorilovitá lopatka a dlouhé a zakřivené prsty na rukou vyvolávají nové otázky o důležitosti stromového způsobu života u Australopithecus afarensis.
Rekonstrukce Selam, jak mohla vypadat za svého života, byla zveřejněna na obálce listopadového čísla National Geographic 2006.

## Analýza
Ze situace, ve které bylo tělo nalezeno, vědci usuzují, že dítě bylo ihned po smrti vyplaveno vodou a krátce poté pohřbeno pod nánosem písku a pravděpodobně zemřelo v důsledku utonutí. Jeho ostatky byly zasazeny do cementovaného pískovcového bloku a zůstaly tak upevněny na místě. Nálezci odstraňovali zrnka písku pomocí zubařských nástrojů během pětiletého výzkumu.
Lebka má objem přibližně 275 až 330 cm3 a podobá se lebce tříletého šimpanze. Na rozdíl od šimpanze, jehož lebka ve věku tří let dosahuje již přibližně 90 % velikosti dospělé lebky, je to u Selam pouze 65 až 88 % lebky dospělého australopitéka, proto je v tomto ohledu blíže moderním lidem nežli čeledi Hominidae. Odhadovaný objem její lebky v dospělosti by dosáhl 375 až 435 cm3.
Aby mohl být určen přibližný věk nalezené kostry, byl stav jejích druhých zubů, z nichž se ještě některé ani neprořezaly, porovnáván s chrupem mladých šimpanzů a malých dětí moderního člověka. Protože je však vývojová rychlost mladých australopitéků stále ještě málo známá, původně takto vypočítaný věk, tři roky, byl podle Bernarda Wooda nanejvýš pouze přibližným odhadem.
Protože vývoj zubů u lidí i hominidů začíná před narozením a pokračuje během dospívání, rychlost a doba vývoje jsou nepřetržitě uloženy jako růstové linie ve sklovině a zubovině. Ty tam zůstávají beze změny po miliony let. Proto pomocí synchrotronové mikrotomografie s vysokým rozlišením v European Synchrotron Radiation Facility v Grenoblu mohl být věk dítěte v době smrti určen mnohem přesněji, na 861 dní. Dítě se tedy nedožilo ani 2,5 roku. Pohlaví dítěte bylo také určeno porovnáním jeho zubních korunek se zuby dospělých australopitéků.
Z jazylky, jejíž dochování je u fosilií homininů extrémně vzácné (kromě tohoto nálezu byla nalezena pouze u jednoho neandrtálce), by vědci rádi vyvodili závěry o artikulačních schopnostech australopitéků. Podle prvotní analýzy připomíná jazylku goril, nikoliv lidskou.
I přesto, že u kostry chybí pánev i část spodní části zad a dolní končetiny, mohli vědci z Lipska prozkoumat rameno, ruku i půlkruhové kanálky vnitřního ucha (poprvé u nedospělého australopitéka), tedy části těla, které mohou poskytnout přímé informace o pohybech těla.
Velký týlní otvor, kterým zasahuje zadní část mozku až k začátku míchy, se nachází mnohem dále pod lebkou než u tříletých opic, tzn. pod těžištěm. Hrudní páteř sestává, jako u většiny pozdějších homininů, z dvanácti obratlů a nikoli jako u většiny šimpanzů ze třinácti obratlů.
Zachované kosti chodidla a nohou také nade vší pochybnost potvrdily, že mladý australopiték mohl chodit po dvou končetinách, tedy vzpřímeně. Velmi zachovalá pravá lopatka však připomíná spíše gorilu než moderního člověka. Půlkruhové kanálky vnitřního ucha jsou podobné jako u šimpanzů stejně jako její jediný dochovaný prst, který má prodloužené a zakřivené kosti jako šimpanzi. Toto zakřivení se zvýrazňuje zejména u mladých jedinců, když se při lezení používají prsty k držení větví. Vědci interpretují tato zjištění tak, že Selam byla schopná chůze po dvou stejně jako používala ruce k lezení po stromech. Zdá se však, že úponové oblasti určitých svalových skupin jsou méně výrazné než u dnes žijících lidoopů, takže stromový životní styl možná nepřevládal. Autoři této studie však upozorňují, že vztah mezi stavbou těla a chováním lidoopů nebyl do dané studie téměř prozkoumán, a proto je třeba být při interpretacích fosilních nálezů obezřetný.
Objev je také významný v tom, že dětská kostra umožňuje sledovat fyzický vývoj australopitéků od mladistvých po dospělé a rychlost tohoto vývoje. Vědci vkládají další své naděje k analýze palce na noze, který se nachází stále v pískovci. Ten by mohl naznačit, zda byl ještě vyvinutý jako úchopový, tedy že by se mládě mohlo rukama i nohama držet matčiny srsti. Pokud by tomu tak již u Australopitheucs afarensis nebylo, daly by se z takového zjištění vyvodit dalekosáhlé závěry o jejich sociální struktuře.

## Fotogalerie

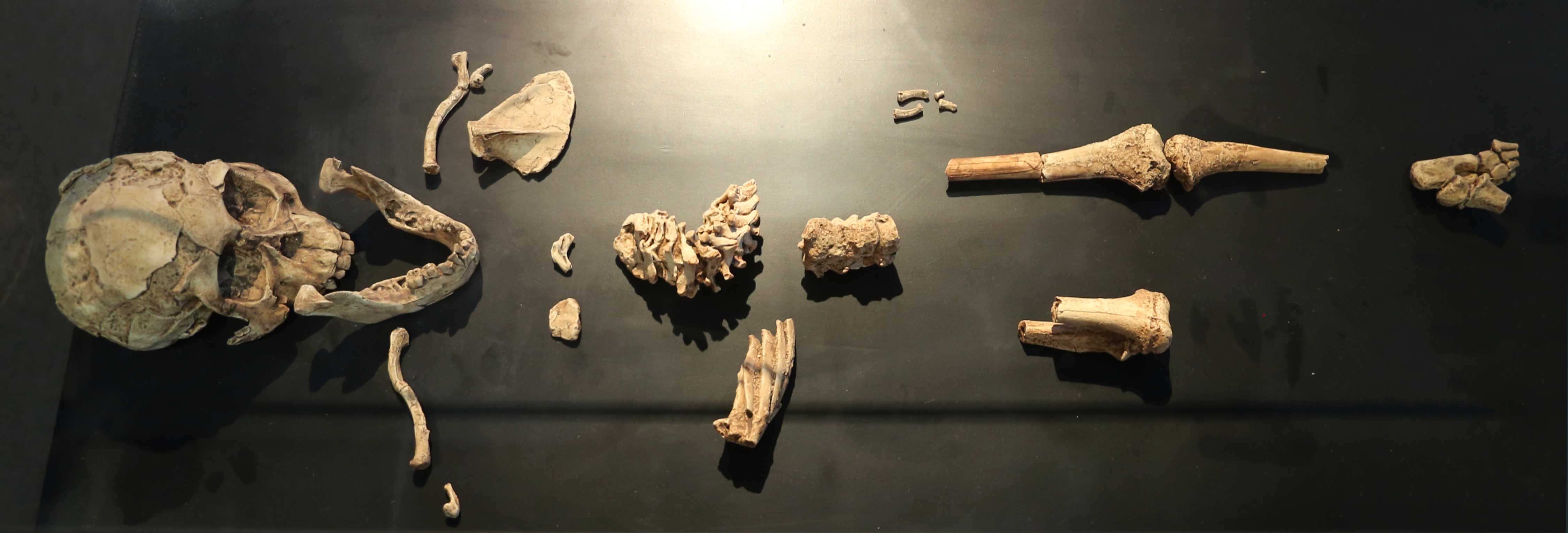
Kostra Selam
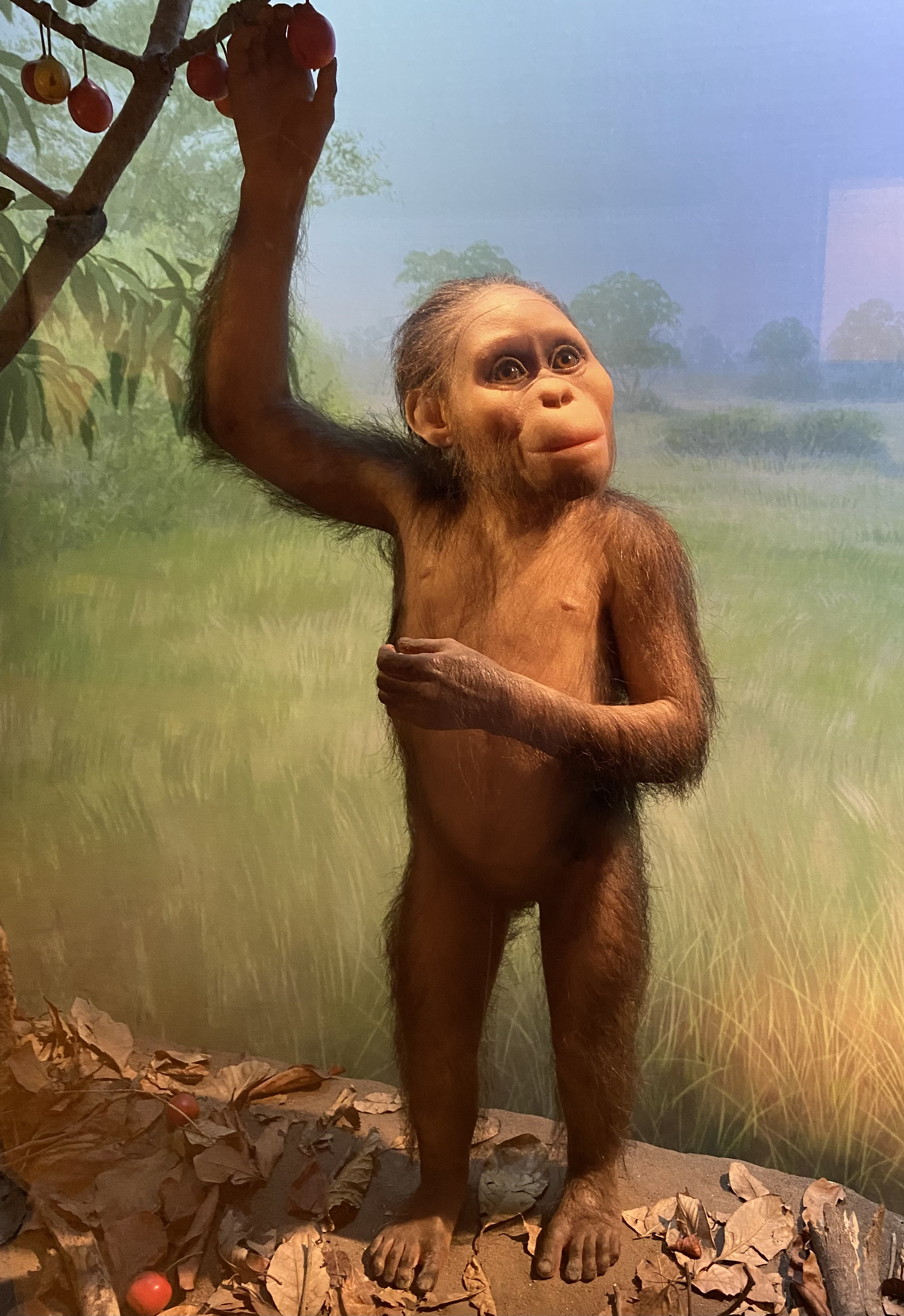
Model California Academy of Sciences, jak mohla Selam vypadat za svého života